# Балада за Кейбъл Хоуг
„Балада за Кейбъл Хоуг“ (на английски: The Ballad of Cable Hogue) е американски уестърн филм, излязъл по екраните през 1970 година, режисиран от Сам Пекинпа с участието на Джейсън Робардс в главата роли.  

## Сюжет
Златотърсачът Кейбъл Хоуг е изоставен в пустинята на Аризона от двамата си партньорите Тагарт и Боуен. Очаква го сигурна смърт. Четири дни по-късно, на прага на смъртта, той неочаквано попада на водоизточник, единственият по пътя между двата града. Хоуг решава да се установи на това място и да отвори собствен бизнес. Първият му посетител, преподобният Джошуа Дънкан Слоун, става негов спътник, оазисът е наречен Кейбъл Спрингс. Докато посещава града, Хоуг прекарва време с местната проститутка Хилди, те постепенно развиват романтична връзка. Но един ден Тагарт и Боуен идват в Кейбъл Спрингс...

## В ролите
| Изпълнител      | Роля                             |
| --------------- | -------------------------------- |
| Джейсън Робардс | Кейбъл Хоуг                      |
| Стела Стивънс   | Хилди                            |
| Дейвид Уорнър   | Преподобният Джошуа Дънкан Слоун |
| Стродър Мартин  | Боуен                            |
| Слим Пикенс     | Бен Феърчайлд                    |
| Л. К. Джоунс    | Тагарт                           |
| Питър Уитни     | Къшинг                           |

## Саундтрак
„Балада за Кейбъл Хоуг“ има оригинална музика от Джери Голдсмит и песни от Ричард Гилис, когото Пекинпа уж е наел, след като го е чул да пее в местен бар.  Всеки от главните герои има тема: „Утре е песента, която пея“ на Хоуг, „Утро на пеперуда“ на Хилди и „Чакай ме, изгрев“ на Джошуа. Саундтракът в крайна сметка е издаден през 2001 г. от „Varèse Sarabande“ в албум с ограничено издание от само 3000 копия.